# Volby do Senátu Parlamentu České republiky 2014

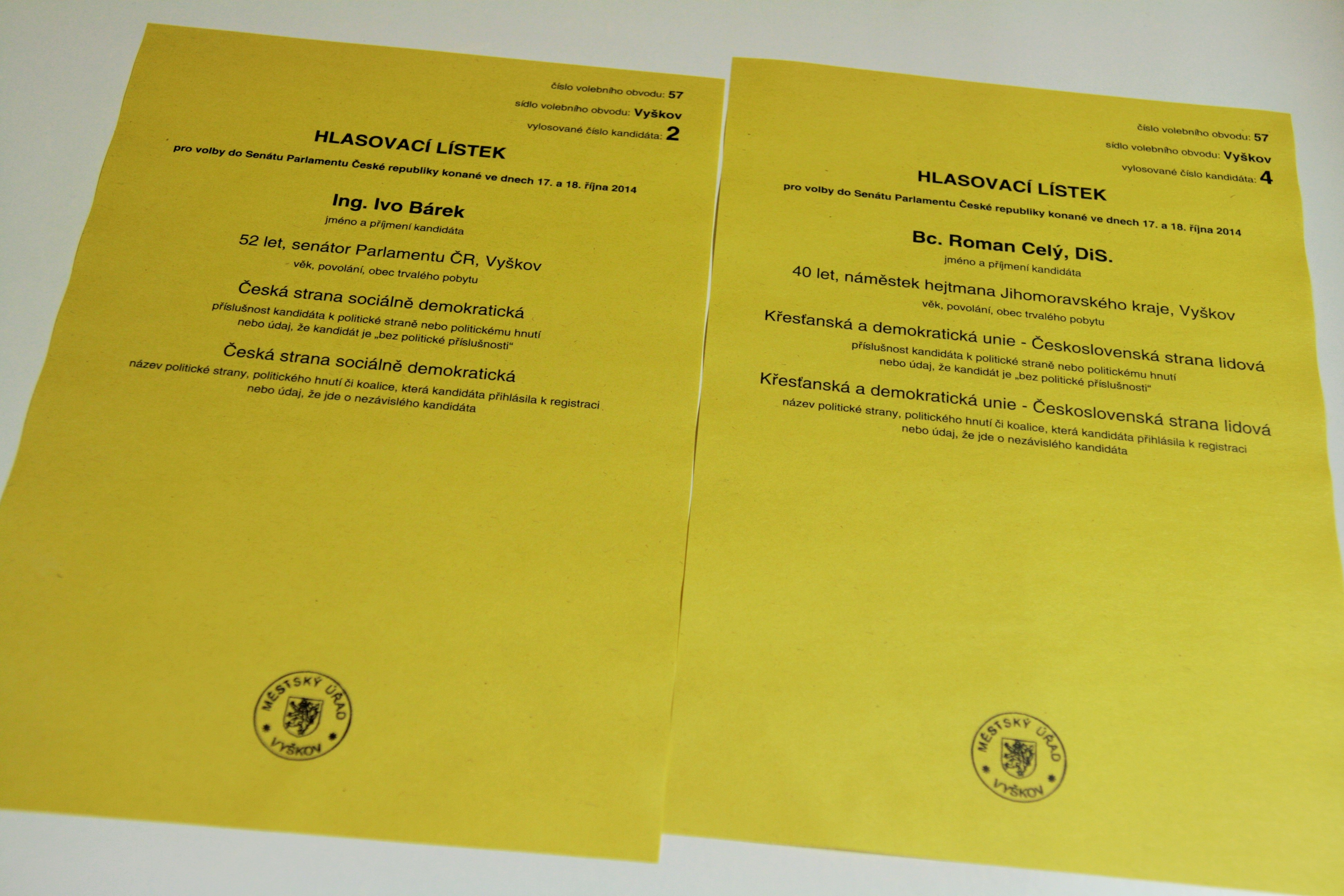
Volební lístky z druhého kola volby v 57. obvodu

Volby do Senátu Parlamentu České republiky 2014 (senátní volby 2014) se konaly ve dnech 10. a 11. října roku 2014 spolu s volbami do zastupitelstev obcí. Jako obvykle se volila třetina Senátu, došlo tedy k obměně 27 z 81 mandátů. Ve všech obvodech proběhlo také druhé kolo voleb, a to 17. a 18. října. V Senátu dominantní ČSSD ve volbách obhajovala 23 mandátů, ODS 3 mandáty a KSČM 1 mandát.
Vedle toho v roce 2014 probíhaly lednové doplňovací volby v senátním obvodu č. 80 – Zlín (za Tomia Okamuru, který byl zvolen poslancem Poslanecké sněmovny PČR) a zářijové doplňovací volby v obvodu č. 22 – Praha 10 (za Jaromíra Štětinu, který byl zvolen poslancem Evropského parlamentu).
Volit do Senátu v každém kole může každý občan České republiky, který aspoň druhý den voleb dovrší 18. rok věku. Senátorem může být zvolen každý občan České republiky, který aspoň druhý den voleb dosáhl věku 40 let.
Žádný z kandidátů nezískal v prvním kole nadpoloviční počet hlasů a nebyl tak zvolen senátorem, proto se ve všech 27 obvodech konalo druhé kolo voleb, do kterého postoupili dva nejúspěšnější kandidáti z prvního kola.
| ČSSD · ČSSD · ČSSD · ČSSD · ČSSD · ČSSD · ČSSD · ČSSD · ČSSD · ČSSD | KDU-ČSL · KDU-ČSL · KDU-ČSL · KDU-ČSL · KDU-ČSL | ANO · ANO · ANO · ANO | ODS · ODS | SZ · SZ | SLK | STAN | SPO | SsČR |

## Volební obvody
Volby se uskutečnily ve volebních obvodech s číslem dělitelným třemi, tedy ve volebních obvodech:
- č. 3 – Cheb
- č. 6 – Louny
- č. 9 – Plzeň-město
- č. 12 – Strakonice
- č. 15 – Pelhřimov
- č. 18 – Příbram
- č. 21 – Praha 5
- č. 24 – Praha 9
- č. 27 – Praha 1
- č. 30 – Kladno
- č. 33 – Děčín
- č. 36 – Česká Lípa
- č. 39 – Trutnov
- č. 42 – Kolín
- č. 45 – Hradec Králové
- č. 48 – Rychnov nad Kněžnou
- č. 51 – Žďár nad Sázavou
- č. 54 – Znojmo
- č. 57 – Vyškov
- č. 60 – Brno-město
- č. 63 – Přerov
- č. 66 – Olomouc
- č. 69 – Frýdek-Místek
- č. 72 – Ostrava-město
- č. 75 – Karviná
- č. 78 – Zlín
- č. 81 – Uherské Hradiště

## Výsledky
| navrhující strana | navrhující strana   | končících mandátů | kandidátů | vrácených kaucí | nejlepší výsledek v 1. kole | nejlepší výsledek v 1. kole           | postupujících do 2. kola | získaných mandátů | rozdíl |
| navrhující strana | navrhující strana   | končících mandátů | kandidátů | vrácených kaucí | hlasů                       | kandidát                              | postupujících do 2. kola | získaných mandátů | rozdíl |
| ----------------- | ------------------- | ----------------- | --------- | --------------- | --------------------------- | ------------------------------------- | ------------------------ | ----------------- | ------ |
|                   | ČSSD                | 23                | 27        | 27              | 16 799                      | Miroslav Antl; Rychnov nad Kněžnou    | 19                       | 10                | -13 ▼  |
|                   | KSČM                | 1                 | 27        | 23              | 6 542                       | Josef Hála; Příbram                   | 0                        | 0                 | -1 ▼   |
|                   | ANO                 | -                 | 26        | 26              | 13 232                      | Zuzana Baudyšová (bezpp); Praha 9     | 9                        | 4                 | +4 ▲   |
|                   | ODS                 | 3                 | 24        | 21              | 7 828                       | Milan Rak (bezpp); Kolín              | 7                        | 2                 | -1 ▼   |
|                   | TOP 09              | 0                 | 18        | 15              | 8 023                       | Ivo Jahelka (bezpp); Pelhřimov        | 4                        | 0                 | ±0 ▬   |
|                   | KDU-ČSL             | 0                 | 17        | 15              | 10 244                      | Roman Celý; Vyškov                    | 9                        | 5                 | +5 ▲   |
|                   | Svobodní            | -                 | 11        | 0               | 2 604                       | Karel Beneš; Příbram                  | 0                        | -                 | ±0 ▬   |
|                   | SPO                 | 0                 | 10        | 3               | 10 333                      | František Čuba; Zlín                  | 1                        | 1                 | +1 ▲   |
|                   | Úsvit               | -                 | 10        | 1               | 3 787                       | Roman Škrabánek; Kolín                | 0                        | 0                 | ±0 ▬   |
|                   | Republika           | 0                 | 9         | 1               | 2 867                       | Miroslav Krejča (bezpp); Strakonice   | 0                        | 0                 | ±0 ▬   |
|                   | SZ                  | 0                 | 7         | 3               | 15 329                      | Jitka Seitlová (bezpp); Přerov        | 2                        | 2                 | +2 ▲   |
|                   | Piráti              | 0                 | 4         | 0               | 1 821                       | Libor Špaček; Cheb                    | 0                        | 0                 | ±0 ▬   |
|                   | ND                  | -                 | 4         | 0               | 671                         | Josef Hausmann (bezpp); Kladno        | 0                        | 0                 | ±0 ▬   |
|                   | STAN                | 0                 | 3         | 3               | 11 353                      | Zbyněk Linhart (bezpp); Děčín         | 1                        | 1                 | +1 ▲   |
|                   | SLK                 | 0                 | 1         | 1               | 6 633                       | Jiří Vosecký; Česká Lípa              | 1                        | 1                 | +1 ▲   |
|                   | SsČR                | -                 | 1         | 1               | 14 071                      | Ivo Valenta (bezpp); Uherské Hradiště | 1                        | 1                 | +1 ▲   |
|                   | Další strany        | 0                 | 38        | 7               | -                           | -                                     | 0                        | 0                 | 0 ▬    |
|                   | Nezávislí kandidáti | 0                 | 5         | 3               | 5 351                       | Luděk Galuška; Uherské Hradiště       | 0                        | 0                 | ▬      |
| Celkem            | Celkem              | 27                | 242       | 150             | -                           | -                                     | 54                       | 27                | ▬      |

1. ↑  V obvodu č. 9 – Plzeň-město kandidoval za ODS Ing. Lumír Aschenbrenner v koalici s KČ.
2. ↑  Strana kandidovala ve volební koalici se STAN na celkem 18 místech, z toho na 17 místech se jednalo o kandidáty navržené TOP 09.
3. ↑  Mandát končí Miroslavu Krejčovi, zvolenému původně za ČSSD, který byl členem Klubu pro obnovu demokracie, který je klubem převážně KDU-ČSL.
4. ↑  Celkem 4 stranou navržení kandidáti kandidovali v různých volebních koalicích. Další 3 kandidáti kandidovali v koalici, jejímž účastníkem byla KDU-ČSL.
5. ↑  Mandát končí Vladimíru Drymlovi, zvolenému původně za ČSSD, který byl členem Klubu SPOZ+KSČM+S.cz a SPOZ.
6. ↑  Mandát končí Miroslavu Krejčovi a Miloši Janečkovi, zvoleným původně za ČSSD, kteří byli v těchto volbách navrženi Republikou.
7. ↑  Celkem 3 kandidáti strany byli voleni v koalici, 2x s KDU-ČSL a jednou s Piráty. Dalších 3 volebních koalic se strana účastnila.
8. ↑  Kromě vlastních kandidátů se strana účastnila volební koalice pro kandidátku Miroslavu Pošvářovou nominovanou SZ.
9. ↑  Strana kandidovala ve volební koalici s TOP 09 na celkem 18 místech, z toho na jednom se jednalo o kandidáta navrženého STAN.
10. ↑  Označuje další strany a hnutí, které nominovali £ a méně kandidátů a neprobojovali se do 2. kola.
11. ↑  DOMOV, NEZ a O.K. strana mají 3 kandidáty, KA14 a STO 2 kandidáty dalších 25 stran po jednom.
12. ↑  Označuje kandidáty nenominované žádnou stranou. Museli k nominaci získat 1000 podpisů voličů ze svého obvodu.